# Mirosław Rybicki
Mirosław Bogdan Rybicki (ur. 9 listopada 1955 w Gdyni) – polski przedsiębiorca, działacz opozycji w okresie PRL.

## Życiorys
W 1977 został absolwentem Technikum Przemysłu Okrętowego w Gdańsku. Pracował w gdańskim Hydrosterze, następnie do 1980 w biurze projektowym. Później przez trzy lata przebywał na rencie. Absolwent Wydziału Nauk Społecznych Uniwersytetu Gdańskiego (2012).
W działalność opozycyjną zaangażował się w 1976. Współpracował z Komitetem Obrony Robotników, następnie z Ruchem Obrony Praw Człowieka i Obywatela, Studenckim Komitetem Solidarności i Wolnymi Związkami Zawodowymi Wybrzeża. Zajmował się organizacją obchodów rocznic niepodległościowych. W 1979 należał do sygnatariuszy powołujących Ruch Młodej Polski. Kierował jawnie techniczną sferą tej organizacji.
W sierpniu 1980 brał udział w strajku w Stoczni Gdańskiej, zajmował się wówczas, podobnie jak w trakcie I Krajowego Zjazdu Delegatów NSZZ „Solidarność”, organizacją zaplecza drukarskiego. Po wprowadzeniu stanu wojennego od grudnia 1981 do grudnia 1982 pozostawał w ukryciu. Następnie do końca lat 80. pracował w Spółdzielni Pracy Usług Wysokościowych „Świetlik” (stał na czele jej rady nadzorczej).
Po przemianach politycznych z 1989 nie angażował się politycznie. Obejmował kierownicze stanowiska w spółkach prawa handlowego z branży m.in. wydawniczej. W 2024 wojewoda Beata Rutkiewicz powołała go w skład Pomorskiej Wojewódzkiej Rady Konsultacyjnej do Spraw Działaczy Opozycji Antykomunistycznej oraz Osób Represjonowanych z Powodów Politycznych.
W 2001 otrzymał odznakę Zasłużony Działacz Kultury. W 2009 odznaczony Krzyżem Komandorskim Orderu Odrodzenia Polski, a w 2015 Krzyżem Wolności i Solidarności.

## Życie prywatne
Syn Stefana i Marii Rybickich. Mąż Magdaleny Modzelewskiej-Rybickiej. Brat Arkadiusza Rybickiego, Sławomira Rybickiego i Bożeny Rybickiej, a także szwagier Macieja Grzywaczewskiego.